# Teddybears
Teddybears (tot 2006 bekend als Teddybears STHLM) is een Zweedse rockband, opgericht in 1991.

## Geschiedenis
In 1991 besloten de broers Joakim Åhlund en Klas Åhlund samen met hun vriend Patrik Arve een band te beginnen. Ze kozen de naam "Teddybears STHLM" als een reactie op de vele Zweedse rockbands met ruige namen zoals "Corpse Grinder from Hell". In 1993 brachten ze hun debuutalbum, getiteld "You are Teddybears" uit. In 1996 volgde het tweede album; "I Can't Believe It's Teddybears STHLM". Beide albums waren een soort mix van rock met hardcore punk.
In 2000 brachten ze hun derde album uit, getiteld "Rock 'n' Roll Highschool", hierbij werden voor het eerst veel elektronische geluiden gebruikt. In 2005 en 2006 werden respectievelijk de albums "Fresh" en "Soft Machine" uitgebracht. Op Soft Machine staan veel nummers die eerder al op Fresh verschenen. Deze twee albums borduren voort op de met "Rock 'n' Roll Highschool" ingeslane weg. In 2007 zijn ze vooral bekend geworden doordat hun nummer Cobrastyle gebruikt werd in het computerspel FIFA 06 en in de eerste aflevering van de beroemde serie Teen Wolf.